# Борец (Мглинский район)
Борец — поселок в Мглинском районе Брянской области в составе Симонтовского сельского поселения.

## География
Находится в северо-западной части Брянской области на расстоянии приблизительно 7 км на юг по прямой от районного центра города Мглин.

## История
Упоминается с середины XIX века как хутор Флориновка (Фариновка). На карте 1941 года отмечен был как поселение с 16 дворами.

## Население
Численность населения: 7 человек (русские 100 %) в 2002 году, 5 в 2010.